# باویرن (اسلینگن)
باویرن (به آلمانی: Beuren) یک منطقهٔ مسکونی در آلمان است که در اسلینگن (ناحیه) واقع شده‌است.